# الهداه
ال-هداه یک منطقهٔ مسکونی در یمن است که در استان حضرموت واقع شده‌است.